# Metastelma pubipetalum
Metastelma pubipetalum là một loài thực vật có hoa trong họ La bố ma. Loài này được (Alain) Liede mô tả khoa học đầu tiên năm 1997.